# كويمسا
كويمسا (بالإنجليزية: Quimsa) هو فريق كرة سلة أرجنتيني تأسس في 1989 يقع في سانتياغو ديل استيرو، سانتياغو ديل استيرو، الأرجنتين. يلعب في دوري كرة السلة الوطني الأرجنتيني.

## وصلات خارجية
- الموقع الإلكتروني